# Puzzle Bobble Galaxy
Puzzle Bobble Galaxy (sorti sous le nom de Space Puzzle Bobble au Japon et Space Bust-a-Move aux États-Unis) est un jeu vidéo de puzzle édité par Taito Corporation, sorti en 2008 sur Nintendo DS.

## Accueil
- IGN : 7,8/10[1]